# Mawwal
Nella musica araba il mawwāl (In arabo: موال‎; plurale: mawāwīl, مواويـل‎) è una musica egiziana tradizionale e popolare vocale che è molto lenta nel ritmo e di natura sentimentale ed è caratterizzata dal prolungamento delle sillabe vocali, un canto emotivo e di solito viene presentato prima dell'inizio della canzone vera e propria. Il cantante che interpreta un mawwal di solito piange e brama qualcosa, come un amante passato, un membro della famiglia defunto o un posto, in modo lamentoso.

## Etimologia
Mawwal è una parola araba che significa "affiliato a", "associato a" o "connesso a". Il verbo è waala. È la terza coniugazione del verbo radice "Walia", che significa seguire, essere affiliati a, supportare o sponsorizzare. In origine il sostantivo verbale ha uno Yaa nella forma definita ma lo perde quando il modo è indefinito.

## Egitto
In Egitto, la tradizionale sede dei Mawwawel ("plurale di Mawwal"), i musicisti di Mawawil suonano il rebab (un fiddle a punta a doppia corda fatto da metà di una conchiglia di cocco coperta di pelle di pesce e un arco incordato con peli di cavallo), il kawala (un flauto soffiato di traverso con sei fori) e l'arghoul (un antico doppio clarinetto caratterizzato da due tubi di lunghezza disuguale. Il secondo tubo funge da drone e può essere allungato aggiungendo pezzi. Il suonatore utilizza la tecnica di respirazione circolare per produrre un suono ininterrotto). L'arghoul può essere fatto risalire all'Antico Egitto in quanto è esattamente raffigurato sui dipinti murali dei templi della terza dinastia. Amin Shahin è uno dei pochi suonatori di arghoul rimasti in Egitto, dopo la morte del maestro di arghoul, Moustafa Abd al Aziz nel 2001.

## Libano
Mawwal è cantato da potenti cantanti che sono in grado di dimostrare forti capacità vocali. I cantanti più famosi vengono dal Libano in particolare, Sabah, Wadih El Safi e Fairouz. Tuttavia al giorno d'oggi alcuni dei cantanti più famosi e più forti che possono cantare mawaweels sono Najwa Karam e Wael Kfoury.